# Trogactus cornucopius
Trogactus cornucopius är en skalbaggsart som först beskrevs av Richard Eliot Blackwelder 1943.  Trogactus cornucopius ingår i släktet Trogactus och familjen kortvingar. Inga underarter finns listade i Catalogue of Life.